# Hyttön

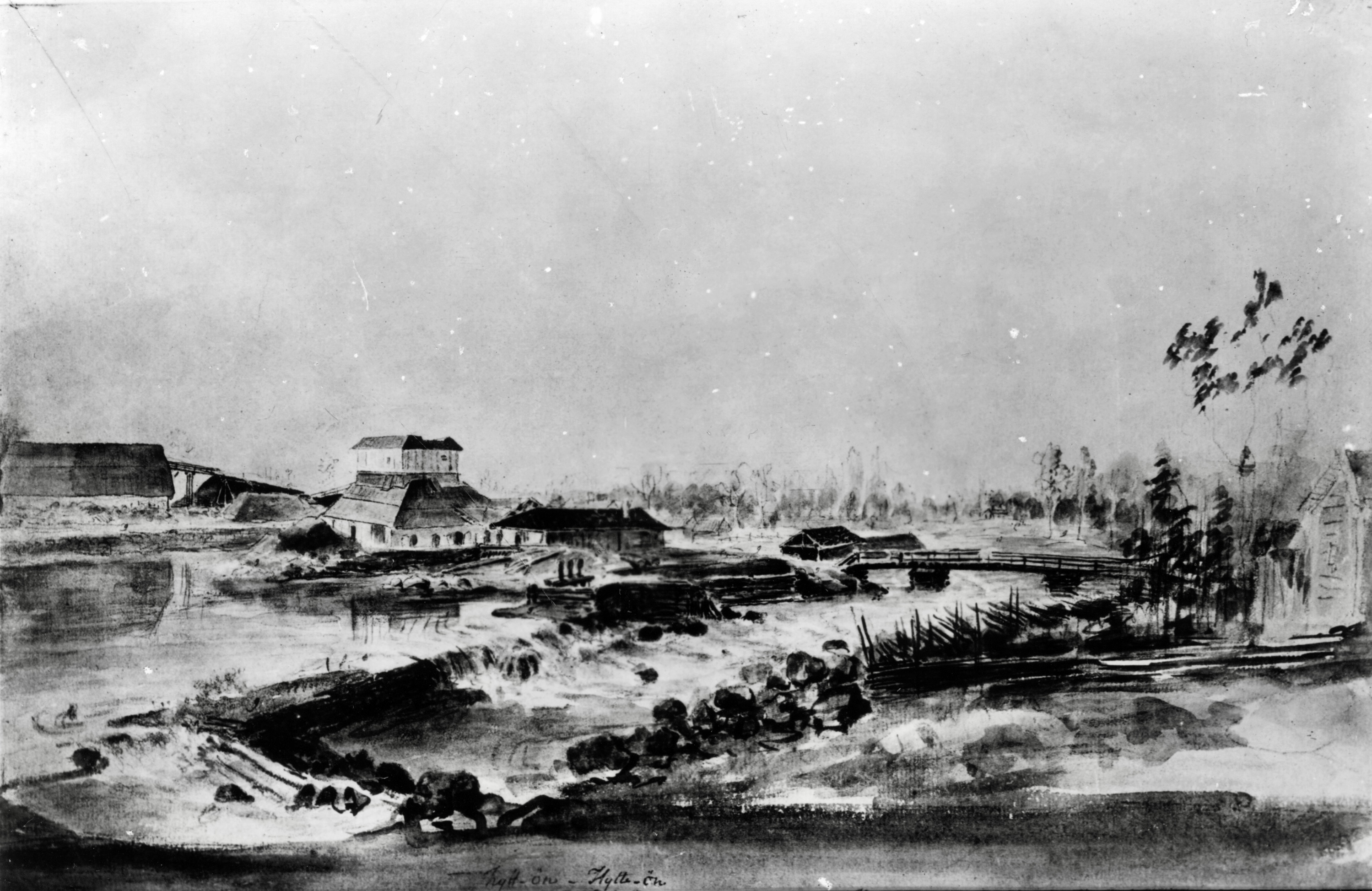
Akvarell av Elias Martin med Hyttön i fonden, med masugn och magasin.

Hyttön är ett före detta järnbruk i Gävle och Älvkarleby kommuner, på gränsen mellan Gästrikland och Uppland. Bruket ligger vid Lerån, ett biflöde till Dalälven, och var i drift mellan 1664 och 1880.
Hyttö bruk anlades 1664 som komplement till Älvkarleö och Harnäs. Tanken var att utnyttja de malmtillgångar man hittat i området, men dessa visade sig snart sina. Istället körde man malm från Dannemora gruvor med hästforor via Mehedeby och Storön. År 1726 brann hyttan i Älvkarleö ner, och Hyttö masugn övertog då dess funktion. Bruket i Söderfors övertog Hyttön och Älvkarleö 1855 och centraliserade det mesta av driften. Detta fick till följd att Hyttön endast drevs i mindre skala och 1880 blåstes hyttan ner för sista gången.
En flottränna för timmer till Korsnäs sågverk i Bomhus byggdes 1890, vilken moderniserades på 1950-talet. I maj 1951 skedde ett uppmärksammat mord på en finsk kvinna på Hyttön.  År 1970 upphörde flottningen i rännan, men den används än idag för Korsnäs industrivatten.